# 2002年亞洲運動會孟加拉國代表團
2002年亞洲運動會於2002年9月29日至10月14日在韓國釜山舉行，菲律賓代表團拿下1面銀牌，在獎牌榜中名列第31位。